# فرودگاه سینت‌لوکی د بورگارد
فرودگاه سینت‌لوکی د بیورگرد (به انگلیسی: Sainte-Lucie-de-Beauregard Aerodrome) یک فرودگاه همگانی است که یک باند فرود چمن و شن دارد و طول باند آن ۵۴۹ متر است. این فرودگاه در شهر سنت لوئیس د بورگارد، کبک کشور کانادا قرار دارد و در ارتفاع ۳۶۹ متری از سطح دریا واقع شده است.